# 王海运
王海运（1945年2月—），山东省巨野县人，曾任中华人民共和国驻俄罗斯联邦大使馆武官，少将军衔。
王海运生于巨野县的一个贫困农村家庭，他的父母有九个孩子。1958年，王海运考入巨野一中，在那里度过六年时光。高中毕业后，他考入山东大学外文系，曾担任外文系学生会主席、班团支部书记。1969年，王海运大学毕业。根据国家政策，他被留在学校，暂缓分配。不久，国家要挑选一批外交后备人才，他被选中，送往河北唐山的部队农场锻炼一年。随后，被派往北京外国语大学回炉进修一年半的时间。1973年2月，王海运加入中国人民解放军，在总参谋部工作，研究国外军事理论。1990年代，他被派往中华人民共和国驻苏联大使馆任副武官。后来升为陆海空军武官，被授予少将军衔。
王海运是人民出版社五卷本《叶利钦时代的俄罗斯》的主编之一，与人合译了斯坦尼斯拉夫·扎哈罗维奇·日兹宁的著作《俄罗斯能源外交》。